# Boyabat
Boyabat est une ville et un district de la province de Sinop dans la région de la mer Noire en Turquie. Sa principale activité économique est l'agriculture et notamment la riziculture.

## Géographie
Boyabat est située à 100 km au sud du littoral de la mer Noire, dans le massif côtier des monts Küre (en). Bien qu'elle soit dans la zone d'influence du climat océanique de la mer Noire, elle se rattache plutôt au climat continental de l'Anatolie centrale. Les étés sont chauds, les hivers sont froids. Près de la ville coule la rivière Gökırmak (en), qui a donné naissance à une vallée fertile comptant 60 % de terres arables. On y cultive un riz renommé pour sa qualité.
Il y pleut en moyenne 80 jours par an, avec 300 à 400 mm de précipitations annuelles. La période la plus chaude de l'année est juillet-août, tandis que la plus froide se situe en janvier-février. Les vents dominants, qui apportent les précipitations, sont orientés d'ouest en est.

## Histoire
La ville, constituée autour d'un château potentiellement édifié il y a 3 000 ans, était connue dans l'Antiquité sous le nom de Germanikopolis. Elle est successivement occupée par les Gasgas, les Hittites, les Paphlagoniens, les Perses, les Lydiens, le royaume du Pont, l'Empire romain et l'Empire byzantin. Elle intègre le monde turc après sa conquête par Gumuchtegin, chef des Danichmendides, et traverse les périodes seldjoukide et candaride avant de tomber sous domination ottomane en 1461, sous le règne de Mehmed II. À l'époque des Tanzimat, Boyabat accède au statut de sous-district, puis de district en 1868.